# Дербент (Узбекистан)
Дербент (Дарбанд, узб. Darband) — село в Узбекистане, в Байсунском районе Сурхандарьинской области, на севере исторической области Бактрия. Расположено на берегах реки Шерабад (Мачайдарья), в 17 километрах к западу от Байсуна. Кишлак простирается узкой полосой от устья притока Шураб (Шуроб) до начала горного хребта, из которого вытекает Шерабад.
Западнее села по долине реки Шураб (Шуроб) проходит Большой Узбекский тракт (автотрасса М-39), от него по долине реки Шерабад у Дербента проходит дорога Р-105, ведущая в Байсун и далее в Верхнесурханскую котловину (историческую область Чаганиан). В селе находится железнодорожная станция «Дарбанд» линии Ташгузар — Байсун — Кумкурган.

## Этимология
Название «Дарбанд» означает «теснина, узкий проход в горах, перевал, ущелье, застава, крепость» и происходит от перс. دربند‎ — «пояс, цепь, запертые (закрытые) ворота или закрытое ущелье».

## История
В прошлом село Дербент было городом Бухарского ханства. В 1926 году в селе проживало 176 жителей-таджиков. Дербент был важным транзитным пунктом на кратчайшем и удобнейшем торговом пути из Западной Бухары в Восточную (Гузар — Гиссар). После проведения железной дороги на бухарской территории, а в особенности после окончания в 1929 году ветки Термез — Душанбе, значение Дербента пало. В районе Дербента были найдены значительные месторождения поваренной соли. К западу от Дербента лежит известное ущелье Железные Ворота.

## Железные Ворота
По долине реки Шураб (Шурабсай, Шуроб) в древности и средневековье проходила основная дорога, соединявшая северные и центральные области Средней Азии (Самарканд, Бухару и Шаш) с Бактрией-Тохаристаном и Индией. Западнее Дербента находился знаменитый горный проход — Железные Ворота. Впервые Железные Ворота упоминает около 630 года китайский путешественник Сюаньцзан. Железные Ворота неоднократно упоминаются в средневековых китайских, арабских и персидских, среднеазиатских и европейских письменных источниках, а также в тюркских рунических надписях VII—VIII вв. в виде перс. Дар-и аханин‎, араб. Баб ал-хадид‎, др. тюрк. ‏Темир-капиг‎, монг. Темир-Кахлага и других. Первым ущелье Бузгалахана (Бус-гала, Дом лани, узб. Buzgalaxona, Buzgala) протяженностью около 2 км и шириной от 5 до 15 м отождествил с Железными Воротами Николай Александрович Маев, начальник Гиссарской экспедиции 1875 года. Эту локализацию поддержали другие учёные. Большой Узбекский тракт был построен в 1939—1940 гг. юго-западнее ущелья Бузгалахана. В 1960-е годы забытое к тому времени местонахождение ущелья Бузгалахана по описаниям Маева и Ивана Мушкетова установила Ольга Юрьевна Пославская. Согласно Рую Гонсалесу де Клавихо, и академику Эдуард Ртвеладзе, под общим названием Железные Ворота, или Дарбанд, объединялся комплекс оборонительных естественных рубежей и искусственных сооружений, занимавших пространство между ущельем Бузгалахана и современным кишлаком Дербент. Дмитрий Николаевич Логофет упоминает развалины нескольких зданий и крепости. Сохранились остатки фундамента средневекового караван-сарая. В 1963 году Железные Ворота обследовал отряд Кешской археолого-топографической экспедиции (КАТЭ) под руководством Михаила Массона. В 1982 году археологи обследовали данный район. В сентябре 1986 году у кишлака Дербент отрядом Узбекистанской искусствоведческой комплексной экспедиции (УзИСКЭ) были открыты нескольких древних и средневековых поселений, а также крепостная стена кушанского времени (I—III вв.), полностью перекрывающая всю долину реки Шураб (Шуроб). Оборонительная система определяла северную границу Кушанского царства с Кангюем.
Сравнительно широкая долина реки Шураб (Шуроб) простирается на 9—10 километров. С юга долину ограничивает хребет Сусызтау (Сусизтаг), с севера — гора Сарымас (1886 м). Далее долина небольшой речки Чак-Чак (Чакчак) ведёт к перевалу Акрабатский. На северной стороне долины реки Шураб (Шуроб) находятся остатки мощной крепости (около 80×50 м), известной у местных жителей как Курганак, или Кургани Шерходжа. Стены крепости из камня и сырцового кирпича были разрушены при возведении опор для линии высоковольтной электропередачи. Примерно от середины крепости идёт до Шураба крепостная стена. Другая стена тянется по вершине скалистой гряды, возвышающейся над долиной Шураба более чем на 400 м, от крепости в направлении с юго-востока на северо-запад. Общая протяжённость второй стены около 1,5 км, высота — от 2 до 5 метров.
Множество наблюдательных башен, находящихся в крепости Шерходжа и в самой стене, надёжно контролировали долину реки Шураб.
Раскопки узбекско-французской экспедиции Клода Рапена и Ш. Рахманова в центральной части стены установили слои греко-бактрийского времени (III—II вв. до н. э.). В этом месте находились фортификационные сооружения типа сторожевого пункта, контролировавшие дорогу.
Академик Эдуард Ртвелидзе пришел к выводу, что «Согдийская скала», место убежища семьи Оксиарта, отца жены Александра Македонского — Роксаны, которую осадил Александр в ходе горной войны Александра Македонского, находилась в районе Железных Ворот. Возможно, что свою свадьбу Александр Македонский сыграл в Дербенте.